# 心叶黄花稔
心叶黄花稔（学名：Sida cordifolia）为锦葵科黄花稔属下的一个种。原生於印度，現於全球野化。

## 扩展阅读
- 維基物種上的相關：心叶黄花稔